# تكرار بيانات احتياطي
يشير مصطلح تكرار البيانات الاحتياطي أو نسخ البيانات الاحتياطي، في سياق تخزين بيانات الحاسوب وخطوط التوزيع الحاسوبية، إلى وجود نسخة احتياطية من البيانات الفعلية، سواء كانت هذه النسخة لكل البيانات الفعلية (وتكون حينئذ نوع من أكواد التكرار)، أو لأجزاء مختارة منها، بما يسمح بكشف وتصحيح البيانات التالفة أو المفقودة بدرجة معينة.
فمثلا عند تضمين بت التكافؤ فإن ذاكرة رمز تصحيح الخطأ (ECC) تكون قادرة على اكتشاف وتصحيح أخطاء البت الفردية في كل كلمة من كلمات الذاكرة المحوسبة، بينما يجمع المستوي الأول للمصفوفة الفائضة للأقراص المستقلة (RAID) بين الأقراص الصلبة في وحدة تخزين منطقية واحدة تسمح بالحفاظ على البيانات المخزنة في حالة فشل أحد هذه الأقراص. كما يستخدم تكرار البيانات الاحتياطي كإجراء ضد تلف البيانات الصامت، حيث تجمع بعض أنظمة الملفات، مثل بتر إف إس، بين تدقيق البيانات الوصفية والنسخ الاحتياطية للبيانات بهدف الكشف عن تلف البيانات الصامت وإصلاح آثاره.

## أنظر أيضا
- إلغاء البيانات المكررة
- حماية البيانات من النهاية إلى النهاية
- التكرار الاحتياطي (هندسة)
- فائضية (نظرية المعلومات)